# Rechte blinker
De rechte blinker (Heliophanus aeneus) is een spinnensoort in de taxonomische indeling van de springspinnen (Salticidae).
Het dier behoort tot het geslacht Heliophanus. De wetenschappelijke naam van de soort werd voor het eerst geldig gepubliceerd in 1832 door Carl Wilhelm Hahn.